# Brigade départementale de vérifications
Une brigade départementale de vérifications (BDV) est un service déconcentré de la direction départementale des Finances publiques à l'échelle départementale (DDFiP) et spécialisée dans le contrôle fiscal des petites entreprises (chiffre d’affaires inférieur à 1,5M€ pour les ventes et 0,5 M€ pour les prestations de services).
Le vérificateur, dans le cadre du contrôle fiscal, effectue des contrôles de conformité, sur pièces ou sur place (externe), à des règles portant sur des déclarations d’impôts. Les vérificateurs sont des inspecteurs (catégorie A).